# Miloš Nesvadba
Pour les articles homonymes, voir Nesvadba.
Miloš Nesvadba, né le 17 avril 1925 à Prague où il est mort le 22 juillet 2020,, est un acteur, écrivain, illustrateur et artiste tchécoslovaque puis tchèque.
Membre du Théâtre national de Prague, il est aussi connu pour ses dessins et peintures pour enfants. Il a également travaillé comme dessinateur de bandes dessinées, caricaturiste et décorateur de théâtre et de télévision. 

## Biographie
Miloš Nesvadba grandit avec son frère aîné Jiří, qui deviendra décorateur et metteur en scène de théâtre. Diplômé du lycée en 1944, il s'inscrit au Conservatoire d'État de Prague. Cependant, ses études sont interrompues par la Seconde Guerre mondiale et il ne retourne pas au Conservatoire après la guerre. Il reçoit sa formation d'acteur de l'Ensemble de Jeunes de Jindřich Honzl (plus tard Studia Národního divadla (cs)). En 1948, il s'engage au Théâtre national, où il interprète des dizaines de rôles. Il donne sa dernière représentation, la dernière de Le Revizor, avec Luba Skořepová le 18 juin 2014.
Il apparait dans une trentaine de films, la plupart dans des rôles mineurs. Il fait ses débuts dans la comédie historique Alenz de Miroslav Cikán en 1947. Il joue la plupart de ses rôles au cinéma dans les années 1950. Il obtient l'un des rares rôles principaux dans le film éducatif Zítra se bude tančit všude en 1952. Il interprète aussi le prince du Pays du Soleil couchant dans le conte de fées de Bořivoj Zeman, Pyšná princezna (1952). Il est également apparu occasionnellement dans des séries et productions télévisées. Il a également acquis une grande popularité grâce à ses apparitions en tant qu'acteur et dessinateur dans des programmes pour enfants. En 1977, il signe l' Anticharta (cs) et son nom, grâce à sa signature, figure sur la deuxième page de la Rudé právo.
En plus de son métier d'acteur, il montre dès son plus jeune âge un don artistique. Il devient célèbre comme dessinateur et auteur humoristique, et illustrateur de livres, dont certains qu'il écrit lui-même. Il dessine pour des journaux et des magazines, et en tant qu'artiste, participe également à la création du magazine Dikobraz. Il consacre son travail principalement aux enfants et son nom est également étroitement associé à deux magazines pour enfants, Mateřídouška et Sluníčko, dans lesquels il publie abondamment ses dessins et ses œuvres littéraires.
En 1964, il devient membre fondateur de l'Association des amis et supporters du Slavia qui vise à sauver et à élever le SK Slavia Prague, qui à cette époque, évolue en deuxième ligue de football.
Nesvadba a deux fils avec sa femme, la costumière Jaroslava. Le fils aîné Michal est acteur et mime, et comme son père, travaille principalement avec les enfants. Le fils cadet, Martin, est éditeur de magazines et dirige une agence de voyages.
En 1989, il est nommé Zasloužilý umělec (littéralement « Artiste méritoire »).
Il meurt le 22 juillet 2020, à l'âge de 95 ans,.

## Filmographie
Cinéma
- 1952 : Zítra se bude tančit všude : Lojza Novák, étudiant en agronomie
- 1952 : Pyšná princezna : le Prince du Pays du Soleil Couchant

Télévision
- 1971 : Růže a prsten : le prince Bulka

## Publications
- 1963 : Ondra a 3 Marťánkové
- 2007 : Michal maluje s tátou
- 2008 : Michal doma s mámou
- 2008 : Krok za krokem celým rokem
- 2008 : Knížka pro malé čarodějky